# الشركس في السعودية
الشركس في السعودية أو الشراكسة في السعودية (يالأديغة: СаIудий Хьэripыем ис Адыгэkhэр) هم مجموعة صغيرة من الشراكسة الذين يعيشون في المملكة العربية السعودية، حيث وصلوا من وطنهم شركيسيا. بعد الإبادة الجماعية الشركسية. لا يوجد مصدر رسمي عن عدد سكانها، ولكن تشير العديد من المصادر إلى أن عددهم يتراوح بين 15.000 إلى 25.000 نسمة. وهم في الغالب مسلمون.

## التاريخ

### الموجة الأولى من الوافدين (1864-1880)
خلال الإبادة الجماعية الشركسية ، تم نفي ما لا يقل عن 500.000 شركسي إلى الأراضي العثمانية. في البداية، عانى الشراكسة الذين تم نفيهم إلى الأراضي العثمانية من خسائر فادحة. تم إيواء الشراكسة في البداية في المدارس والمساجد أو اضطروا للعيش في الكهوف حتى إعادة توطينهم. وخصصت السلطات العثمانية أراضي للمستوطنين الشراكسة قريبة من مصادر المياه العادية وحقول الحبوب. مات العديد منهم أثناء العبور إلى منازلهم الجديدة بسبب المرض والظروف السيئة.  عندما استقر الشركس في الأراضي ذات الأغلبية العربية، نظر إليهم العرب البدو بشكل سلبي للغاية. أدى العداء المتبادل بين الشركس وجيرانهم العرب إلى العديد من الاشتباكات. وعلى الرغم من تفوق البدو في السلاح والتنقل، إلا أن الشراكسة حافظوا على مواقعهم وسكانهم.

### الموجة الثانية من الوافدين (2011-2021)
في عام 2011، اندلعت الاضطرابات في سوريا بسبب الاستياء من الحكومة السورية وتصاعدت إلى صراع مسلح.  تأثر الشركس في سوريا بشدة وفر بعضهم إلى المملكة العربية السعودية، مما خلق "الموجة الشركسية" الثانية في المنطقة.